# Vuillecin
Vuillecin ist eine französische Gemeinde mit 669 Einwohnern (Stand: 1. Januar 2022) im Département Doubs in der Region Bourgogne-Franche-Comté.

## Geographie
Vuillecin liegt auf 816 m über dem Meeresspiegel, etwa fünf Kilometer nordwestlich der Stadt Pontarlier (Luftlinie). Das Haufendorf erstreckt sich im Jura, im östlichen Teil des weiten Hochplateaus von Arlier (Pontarlier-Frasne), nahe dem Drugeon, am Südfuß der Anhöhe der Côte du Fol. 
Die Fläche des 14,24 km² großen Gemeindegebiets umfasst einen Abschnitt des französischen Juras. Der südliche Teil des Gebietes wird vom Hochplateau von Arlier eingenommen, das durchschnittlich auf 810 m liegt und überwiegend von Wiesland bedeckt ist. Früher mäandrierte der Drugeon durch diese Ebene; heute ist er kanalisiert und entwässert das Gebiet nach Osten zum Doubs. Nach Nordwesten erstreckt sich das Gemeindeareal über den breiten Kamm der Côte du Fol, der fast durchgehend bewaldet ist, bis auf das Plateau von La Vrine. Auf der Côte du Fol wird mit 944 m die höchste Erhebung von Vuillecin erreicht. Die nordöstliche Abgrenzung bilden der Crêt de Cotaroz (892 m) und die Weiden von Prés Ambert.
Nachbargemeinden von Vuillecin sind Bugny im Norden, Arçon und Doubs im Osten, Dommartin im Südwesten sowie Val-d’Usiers im Nordwesten.

## Geschichte
Verschiedene Funde, die bei Ausgrabungen des Tumulus de Cotaroz zutage gefördert wurden, weisen darauf hin, dass das Gemeindegebiet von Vuillecin bereits in vorgeschichtlicher Zeit besiedelt war. Im Mittelalter war Vuillecin Standort eines Hauses der Templerkommende, das von den Herren von Joux gegründet worden war. Zusammen mit der Franche-Comté gelangte das Dorf mit dem Frieden von Nimwegen 1678 an Frankreich.

## Sehenswürdigkeiten

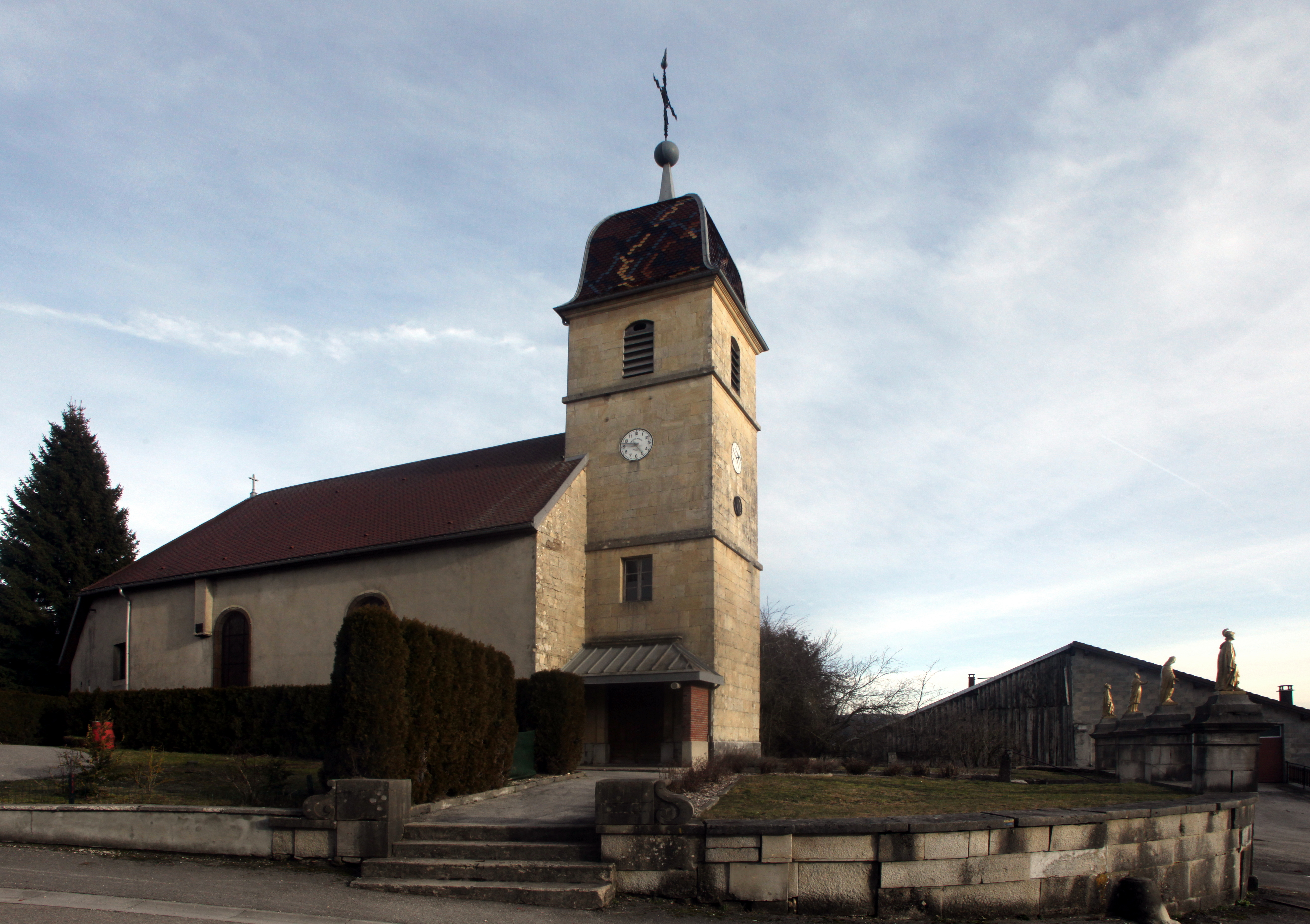
Kirche Saint-Claude

Die Dorfkirche Saint-Claude wurde 1804 erbaut. Zwei weitere Kapellen stammen aus dem 19. Jahrhundert: Saint-Georges (1852) und Saint-Lazare. Im alten Ortskern sind verschiedene Bauernhäuser im traditionellen Stil des Haut-Doubs erhalten; das älteste Gebäude datiert von 1713. Die ehemalige Mühle am Drugeon ist heute nicht mehr in Betrieb.

## Bevölkerung
| Jahr                       | 1962 | 1968 | 1975 | 1982 | 1990 | 1999 | 2006 | 2016 |
| Einwohner                  | 174  | 178  | 256  | 405  | 441  | 524  | 564  | 647  |
| Quellen: Cassini und INSEE |      |      |      |      |      |      |      |      |

Mit 669 Einwohnern (1. Januar 2022) gehört Vuillecin zu den kleinen Gemeinden des Départements Doubs. Nachdem die Einwohnerzahl in der ersten Hälfte des 20. Jahrhunderts abgenommen hatte (1881 wurden noch 364 Personen gezählt), wurde seit Mitte der 1960er Jahre wieder ein markantes Bevölkerungswachstum verzeichnet. Seither hat sich die Einwohnerzahl mehr als verdreifacht. Außerhalb des alten Ortskerns wurden zahlreiche neue Einfamilienhäuser gebaut.

## Wirtschaft und Infrastruktur
Vuillecin war bis weit ins 20. Jahrhundert hinein ein vorwiegend durch die Landwirtschaft, insbesondere Milchwirtschaft und Viehzucht geprägtes Dorf. Daneben gibt es heute einige Betriebe des Klein- und Mittelgewerbes, darunter Unternehmen der elektrischen Industrie, ein Betonwerk, ein Steinbruchunternehmen und Geschäfte des Einzelhandels. Mittlerweile hat sich das Dorf auch zu einer Wohngemeinde gewandelt. Viele Erwerbstätige sind Wegpendler, die hauptsächlich in Pontarlier ihrer Arbeit nachgehen.
Die Ortschaft liegt zwar abseits der größeren Durchgangsstraßen, ist aber verkehrstechnisch recht gut erschlossen. Die Hauptzufahrt erfolgt von Pontarlier an der Hauptstraße N57, die von Besançon nach Vallorbe führt. Weitere Straßenverbindungen bestehen mit Dommartin und Goux-les-Usiers.